# Klaviersonate Nr. 12 (Mozart)

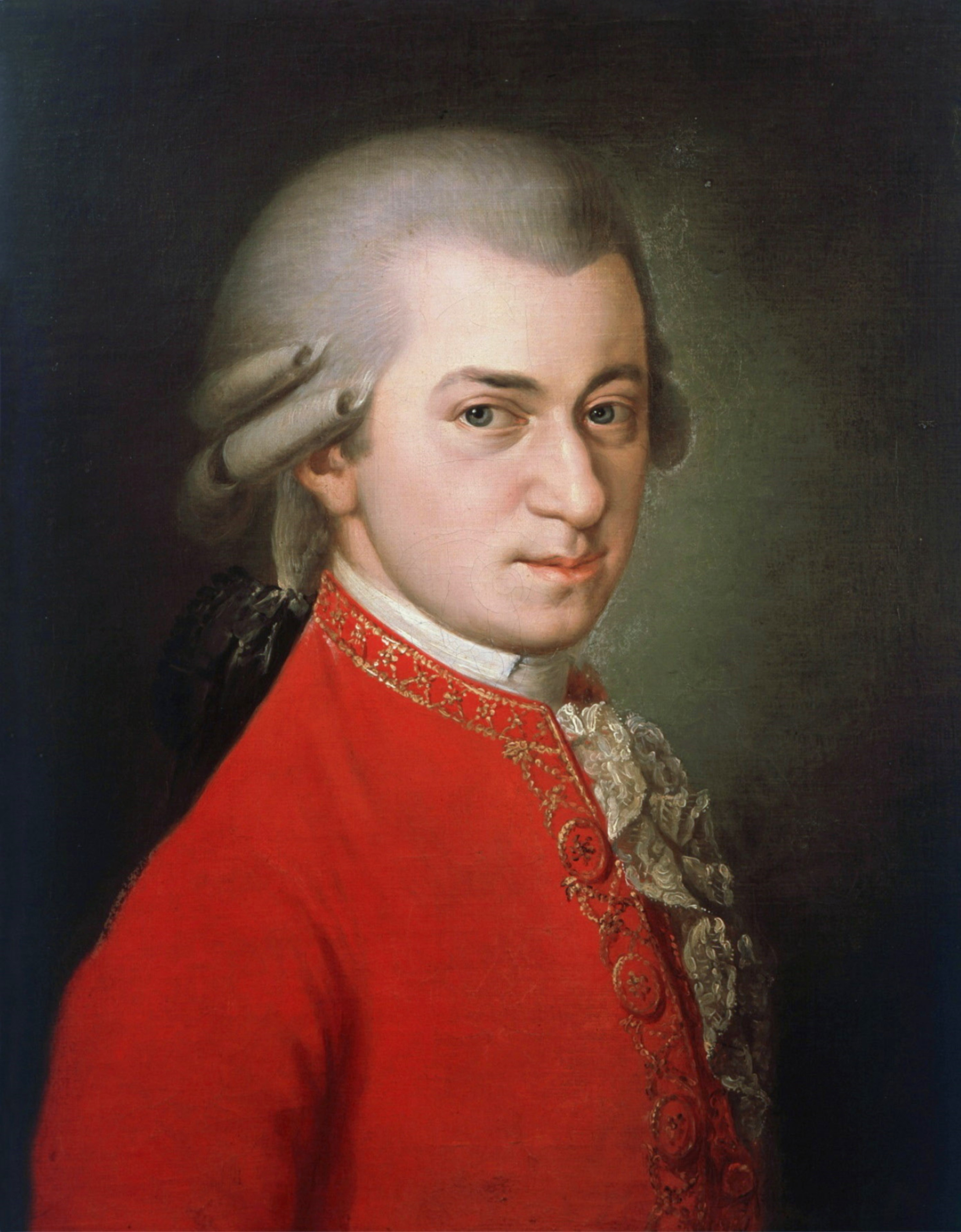
Wolfgang Amadeus Mozart (posthumes Porträt von Barbara Krafft)

Die Klaviersonate Nr. 12 in F-Dur KV 332/300k von Wolfgang Amadeus Mozart wurde zur selben Zeit wie die Sonate Nr. 10 C-Dur KV 330 (300h) und Sonate Nr. 11 A-Dur KV 331 (300i) (Alla turca) komponiert. Vermutlich wurden diese in Paris im Jahr 1778 geschrieben. Diese wurden jedoch auf das Jahr 1783 datiert, in Wien oder Salzburg und mit den anderen beiden Sonaten im Jahr 1784 im Artaria Verlag veröffentlicht.
Die durchschnittliche Aufführungsdauer beträgt inklusive aller Wiederholungen etwa 25 Minuten.

## Sätze

### 1. Satz: Allegro
Das kantable Anfangsthema des Kopfsatzes besteht vornehmlich aus gebrochenen Dreiklängen in der rechten Hand, wobei die linke Hand währenddessen einen Alberti-Bass spielt. Der Nachsatz ist doppelt so lang (acht Takte) und geht bis Takt zwölf. In den folgenden Takten wird das Thema bis Takt 20 motivisch verarbeitet. Die Überleitung in das Seitenthema dauert bis einschließlich Takt 40, wobei die Modulation über c-Moll und G-Dur führt. Markant für das Seitenthema, welches in C-Dur ist, sind die Achtelnoten. Auch hier ist der Nachsatz doppelt so lang wie der Vordersatz. Daraufhin verwendet Mozart motivische Elemente des Seitenthemas, bevor die Schlussgruppe die Exposition beendet. In 39 Takten Durchführung mit einer klaren Quintfallsequenz in den Takten 60–65 werden die Motive über c-Moll und d-Moll verarbeitet, bevor die Reprise komplett in der Tonika wiedergegeben wird.
Obwohl sich Mozart grundsätzlich an die Sonatenhauptsatzform hält, beweist er mit zahlreichen originellen Einfällen, wie beispielsweise die Hemiolen-Bildung in Takt 64/65 sowie den Beginn der Durchführung mit einem neuen thematischen Gedanken, von denen manche an Haydn erinnern, eine selbstbewusste Auslegungsfreiheit in der Anwendung der Sonatenform.

### 2. Satz: Adagio
Im zweiten Satz beweist Mozart seine Kunst im Variieren und ein viertaktiges Motiv wird immer wieder neu gestaltet. Durch zweimalige Mollwendungen verschafft Mozart eine tragische Spannung im ansonsten idyllischen Werk. Über Umwege gelangt Mozart zweimal nach D-Dur. Das Formschema des Satzes beträgt hier A–B–A–B.

### 3. Satz: Allegro assai
Im ungewöhnlich ausgedehnten dritten Satz in reiner Sonatenhauptsatzform wird das sechstaktige Thema bis Takt zwölf zweimal wiederholt. Nach zwei Takten folgt das viertaktige Seitenthema, welches mehrmals verändert vorkommt; diese werden durch kleine Sequenzen getrennt. In Takt 42 erscheint ein weiteres Thema in c-Moll. Daraufhin endet die Exposition mit Läufen und C-Dur-Akkorden. In den 47 Takten der Durchführung erscheinen die Motive in b-Moll und D-Dur verarbeitet wieder. Es folgt die Reprise, welche in der Tonika F-Dur endet. 
Der dritte Satz ist eines der schwierigsten und virtuosesten Werke Mozarts und im 6/8-Takt-Rhythmus mit einer erneuten Quintfallsequenz in den Takten 46–48 lassen sich manche Passagen der späteren „Jagdfinale“ einiger Klavierkonzerte erkennen.